# Likum
Le likum est une des langues des îles de l'Amirauté parlée en 2000 par 80 locuteurs en province de Manus. Ses locuteurs emploient également le nyindrou.